# Naissance en 1058
Naissance
- 1054
- 1055
- 1056
- 1057
- 1058
- 1059
- 1060
- 1061
- 1062

Cette page dresse une liste de personnalités nées au cours de l'année 1058 :
- Al-Ghazâlî, un penseur musulman d'origine persane.
- Ibn Khafadja, Ibrahim Ibn Abi l-Fath, poète andalou.
- Suarius II (en), évêque galicien.
- Synadene, ou Synadena Synadène, reine consort de Hongrie.
- Theodora Anna Doukaina Selvo (en), fille de Constantin X, empereur byzantin, épouse de Domenico Selvo, 31e doge de Venise.

date incertaine (vers 1058)
- Berthe de Hollande, ou Berthe de Frise, reine des Francs.

## Crédit d'auteurs
- Cet article est partiellement ou en totalité issu de l'article intitulé « 1058 » (voir la liste des auteurs).